# William Gilbert
William Gilbert (Colchester, 24 maggio 1544 – Londra, 30 novembre 1603) è stato un fisico britannico.

## Biografia
Completati gli studi di medicina nel 1569, praticò l'arte con notevole reputazione, fino ad essere scelto come medico personale dalla regina Elisabetta (1533-1603). Il suo capolavoro, il De magnete, dedicato all'analisi delle proprietà e della natura delle calamite e ai fenomeni elettrici, fu pubblicato a Londra nel 1600. Galileo (1564-1642) dichiarò di averne avuta una copia da un filosofo che temeva, tenendolo nello scaffale, infestasse gli altri libri con le molte novità che conteneva.
Nel primo decennio del Seicento, molte delle lettere che Galileo scambiò con Fra' Paolo Sarpi (1552-1623) e con Giovanfrancesco Sagredo (1571-1620) attestano il forte interesse per il libro di Gilbert, del quale Galileo sottolinea più volte la singolare combinazione di novità, fondate su osservazioni ed esperimenti, con inammissibili manifestazioni di credulità.
Gilbert osservò la magnetizzazione per influenza, l'inclinazione e la variazione magnetiche. Paragonò la Terra ad un grande magnete e, utilizzando un piccolo magnete sferico, ne studiò il campo prodotto. Da questi esperimenti conclude che il campo magnetico terrestre è esso stesso originato da un magnete ed è la causa del comportamento delle bussole. Precedentemente si credeva che le bussole puntassero al Nord perché attratte dalla Stella Polare o da una grande isola magnetica posta vicino al Polo Nord. In questo stesso lavoro Gilbert studiò l'elettricità statica generata dall'ambra, e dal nome greco di questo materiale (electron) coniò il termine forza elettrica. L'unità di misura del potenziale magnetico prende il nome di gilbert in suo onore. Fu lui ad inventare il termine elettricità.
Intorno al 1590 Gilbert tentò per primo di mappare la superficie della Luna. La sua carta, realizzata senza l'uso di un telescopio, mostrava contorni di chiazze scure e chiare sulla faccia della Luna. Contrariamente alla maggior parte dei suoi contemporanei, Gilbert credeva che le zone luminose sulla Luna fossero acqua mentre quelle scure fossero terra.